# Cours Saint-Pierre et Saint-André
Ne doit pas être confondu avec la Cour Saint-Pierre à Paris.
Les cours Saint-Pierre et Saint-André sont des promenades publiques situées à Nantes et furent, au XVIIIe siècle, les premiers espaces de ce type aménagés dans la ville, sur d'anciens terrains vagues situés alors hors des murs d'enceinte de la cité.

## Situation et accès
Situés dans le centre-ville de Nantes, les deux cours, Saint-Pierre au sud et Saint-André au nord, sont construits en enfilade et en surplomb, séparés entre eux par la place Maréchal-Foch. Ils dessinent une vaste perspective plantée de part et d'autre d'arbres entre le quai Ceineray donnant sur l'Erdre et la place Duchesse-Anne bordée autrefois par un bras de la Loire (dont il ne reste de nos jours que le canal Saint-Félix).

### Cours Saint-Pierre
Au sud, on y accède depuis la rue Prémion, face à la place Duchesse-Anne, par un large escalier qui fut agrémenté en 1897, d'un monument aux morts dédié aux soldats du département tombés lors la guerre de 1870, œuvre de Georges Bareau. À l'angle sud-ouest, un autre escalier permet d'accéder également à la rue Prémion.
Sur le côté ouest, il est bordé par la porte Saint-Pierre, le chevet de la cathédrale, le manoir de la Psallette et les murs des propriétés avoisinantes. Les vestiges des enceintes gallo-romaine et médiévale de la villesont également visibles sur cette partie de la promenade.
Sur le côté est, il est longés par la rue Henri-IV située en dénivelé à laquelle on accès par des escaliers.
Au nord, il est bordé par la place Maréchal-Foch.

### Cours Saint-André
Au sud, il est bordé par la place Maréchal-Foch.
Sur le côté est il est bordé par la rue Sully, tandis qu'à l'ouest il longe la rue Tournefort. Ces deux artères, situées en dénivelé, sont reliées au cours par des escaliers.
Au nord, le cours se termine par un parapet dominant le quai Ceineray. Sur le mur de soutènement situé en contrebas de celui-ci, un autre monument aux morts, dédié aux victimes de la Première Guerre mondiale, œuvre de l'architecte Camille Robida, a été érigé sous la forme d'une liste des noms de 5 832 soldats nantais morts durant le conflit.

## Origine du nom
Le cours Saint-André doit son nom à une chapelle, fondée au Ve siècle, qui était située dans l'actuelle rue Préfet-Bonnefoy. 
Le cours Saint-Pierre reprend le premier vocable de la cathédrale voisine (qui est également attribué à la place où se trouve le parvis de cette dernière, et à la porte Saint-Pierre).

## Historique

### Antiquité
Durant l'Antiquité, la zone actuellement occupée par les cours formait un vaste terrain vague, dominé par deux « mottes », et traversé, au niveau de l'actuelle place Maréchal-Foch, par la voie romaine menant vers la cité appelée Juliomagus à partir du IIIe siècle (à l'origine d'Angers). Autour de cette voie, les Gallo-romains disposaient des stèles funéraires. Celles-ci furent utilisées pour paver le sol de la porte Saint-Pierre lors de la construction de l'enceinte gallo-romaine de Nantes au IIIe siècle.

### Haut Moyen Âge
Cette zone sert ensuite de nécropole aux Mérovingiens (au niveau de l'hôtel d'Aux, de la rue Labouchère et de la maison Minée, côté est de la rue Henri-IV), et la partie nord de l'actuel cours Saint-André abrite au Moyen Âge le cimetière de Saint-Cyr-et-Sainte-Julitte, et plus tard de cimetière pour les Protestants. Mais la principale fonction de la « motte Saint-Pierre » et de la « motte Saint-André » est défensive. L'est de la cité n'est pas protégé par une barrière naturelle, fonction remplie ailleurs par la Loire et l'Erdre ; la zone des mottes est donc volontairement laissée en friche, offrant un secteur à découvert venant compléter les remparts et leurs douves sèches.

### Bas Moyen Âge
Les remparts antiques sont rénovés et agrandis sous la conduite de Pierre Mauclerc au XIIIe siècle ; la nouvelle muraille s'étend dès lors tout le long du côté ouest des actuels cours. Les parties nord et sud sont physiquement séparées par une fortification construite entre 1478 et 1537. Cet ouvrage, un « belouard » ou « boulevard » (nom à l'origine du mot désignant une voie publique), défend la porte Saint-Pierre, et les constructions le composant s'étendent jusqu'à l'actuelle colonne Louis-XVI, et le fossé l'entourant jusqu'à l'est de l'actuelle place Maréchal-Foch. L'accès à la ville se fait alors par deux ponts-levis, un au nord de l'actuel cours Saint-Pierre (en face de la chapelle de l'Oratoire et au centre du cours), l'autre devant la porte Saint-Pierre,.

### XVIeetXVIIesiècles
Le principal propriétaire des terrains est le chapitre de la cathédrale. En 1528, celui-ci accorde un terrain le long du rempart de la motte Saint-André pour l'implantation d'une corderie, contre paiement d'une redevance. En 1552, le chapitre fait installer un gibet sur cette motte ; des exécutions ont lieu en 1555, 1640, 1668 et 1701.
Le chapitre tire des revenus de quatre foires, qui se tiennent les jours de la Saint-Clair, la Saint-André, la Saint-Marc et la Saint-Antoine. Le roi de France Henri II reconnaît officiellement l'existence de ces foires, qui s'agrandissent. La « motte Saint-André » accueille des marchands de bétail, la « motte Saint-Pierre » est le lieu, entre autres, des potiers et des merciers. Ces foires sont transférées place Viarme en 1760.
En 1590, le duc de Mercœur (1558-1602), dans le cadre d'un vaste remaniement de l'enceinte de la ville, fait construire le bastion Saint-André, au nord des cours, près de la « Grosse tour » en bordure d'Erdre. À la même époque, la duchesse, Marie de Luxembourg (1562-1623), fait aménager non loin de là une esplanade pour le divertissement (la « Danse aux Dames »).
Après la soumission du duc à Henri IV en 1598, l'arasement des mottes est envisagé, mais finalement repoussé. Seul un bastion construit le long de la motte Saint-Pierre est détruit cette année-là,.
En 1657, dans la perspective de l'agrandissement du chœur de la cathédrale, le chapitre obtient une modification du mur d'enceinte au sud de la porte Saint-Pierre, qui forme dès lors une pointe avançant sur le cours Saint-Pierre.

### Création des cours actuels
En 1711, une crue de la Loire endommage les terrains au sud de la motte Saint-Pierre. Des travaux de terrassements sont alors effectués en 1713. Gérard Mellier devient maire de Nantes en 1720, et mène une politique d'urbanisme ambitieuse. Parmi ses projets figure l'aménagement en promenade de la motte Saint-Pierre. En 1725, l'intendant de Bretagne autorise la ville à procéder au nivellement de la motte. Celle-ci est nivelée, recouverte de sable, plantée d'ormeaux (au nombre de 300) et close par un mur. Après l'inauguration en 1726, la jouissance des terrains concernés fait l'objet, en 1727, d'une querelle avec les religieux du couvent des Minimes, dont la ville sort gagnante.
L'architecte Pierre Vigné de Vigny propose la continuation du projet en envisageant le nivellement de la motte Saint-Pierre et en concevant un ensemble formé par les deux cours et la place libérée par la destruction du « belouard ». Néanmoins, les autorités militaires n'ont pas encore admis la destruction des remparts ; le projet de Vigny doit tenir compte de cette contrainte, et la saillie vers l'est de l'enceinte à l'arrière de la cathédrale conditionne ses plans : les deux cours projetés forment un angle, et sont joints par une place en hémicycle,.
Lorsque Jean-Baptiste Ceineray devient architecte de la ville, l'inutilité manifeste des remparts de la ville a contraint les militaires à renoncer au maintien de l'enceinte fortifiée. Le plan proposé par Ceineray, daté du 4 août 1761, propose en conséquence un alignement des cours nord et sud et la création de la « place d'Armes » (actuelle place Maréchal-Foch), après destruction des remparts. Le projet est approuvé par le duc d'Aiguillon, alors gouverneur de Bretagne, le 9 décembre 1763, et sera appliqué avec quelques modifications. Les souscriptions publiques sollicitées en 1759 et 1763 ayant été insuffisantes, les États de Bretagne complètent le financement, et l'ensemble prend, en remerciement, le nom de « cours des États ».
Le cours est planté d'une double rangée d'ormes et de tilleuls, et s'achève en terrasses qui mènent à la Loire et à l'Erdre par des escaliers. Le premier immeuble construit le long du cours Saint-Pierre est la maison Minée, en 1768, et le long du cours Saint-André la maison du Chapitre, en 1769.
L'ensemble est d'abord baptisé « cours des États » en références aux États de Bretagne qui, en 1759, avaient voté une subvention de 32 000 livres qui vinrent s'ajouter aux 57 000 déjà votées, en vue d'aménager cet espace. Puis, lors de la Révolution, on fait une distinction entre les deux cours : celui au sud (actuel cours Saint-Pierre) devient « cours de la Liberté », tandis que celui du nord (actuel cours Saint-André) est baptisé « cours de la Fédération ».
Mathurin Crucy, successeur de Ceineray, décide de faire installer, aux deux extrémités des cours, quatre statues de figures emblématiques de l'histoire de la Bretagne et de la France. Ces œuvres de Dominique Molknecht représentent Bertrand du Guesclin et Olivier de Clisson, exécutées en 1820 et installées au nord du cours Saint-André, ainsi qu'Arthur III de Bretagne et Anne de Bretagne, réalisées en 1822 et installées au sud du cours Saint-Pierre. Ces deux dernières statues ont été retirées en 1896 et retaillées dans une pierre plus dure. Elles sont replacées, en 1900, à l'extrémité sud du cours, de part et d'autre du monument commémorant les victimes de la guerre de 1870, œuvre de Georges Bareau, Charles Lebourg, Louis Baralis, Henri Allouard, Édouard Corroyer et Marchand, inauguré trois ans auparavant.

### Depuis leXXesiècle
Jusqu'aux travaux de comblement entamés en 1926, la Loire passait au pied du château des ducs de Bretagne, grâce notamment au canal Saint-Félix qui bordait la place Duchesse-Anne, au niveau de l'actuelle station de tramway. De 1929 à 1933, le tunnel Saint-Félix, un canal souterrain sera creusé sous les cours, afin de dévier l'Erdre de son lit naturel (l'actuel cours des 50-Otages), l'affluent se jetant désormais dans le canal Saint-Félix, lui-même raccourci d'une centaine de mètres.
Ce chantier, réalisé dans le cadre de la dette de guerre allemande contractée à l'issue du premier conflit mondial, sera supervisé par l'ingénieur d'outre-Rhin Karl Hotz, futur Oberstleutnant de la Feldkommandantur de Nantes sous l'occupation allemande pendant la Seconde Guerre mondiale, et dont l'assassinat à deux pas de là (rue du Roi-Albert), provoquera en représailles l'exécution de 48 otages à Nantes, Paris et Châteaubriant.
Après le deuxième conflit mondial, les cours abriteront un temps des baraquements provisoires (en pierre sur le cours Saint-André et en bois sur le cours Saint-Pierre) destiné à abriter les boutiques des commerçants sinistrés par les bombardements de septembre 1943 qui ravagèrent le centre-ville.
En 1998, à l'occasion de la coupe du monde de football, le cours Saint-André fut transformé en « plage Copacabana », et le cours Saint-Pierre accueillit l'un des deux écrans géants de la ville pour suivre les matchs diffusés en direct.
L'aménagement d'un parking souterrain, achevé en 2006, sous le cours Saint-André, a fait disparaître les parkings de surface qui avaient été aménagés durant les décennies précédentes. Les cours retrouvèrent ainsi leur état originel. Ils sont aujourd'hui plantés de marronniers et de chênes.
De nos jours, chaque année, la foire de printemps se tient seulement sur le cours Saint-Pierre, tandis que la foire de septembre occupe les deux cours.

## Bâtiments remarquables et lieux de mémoire

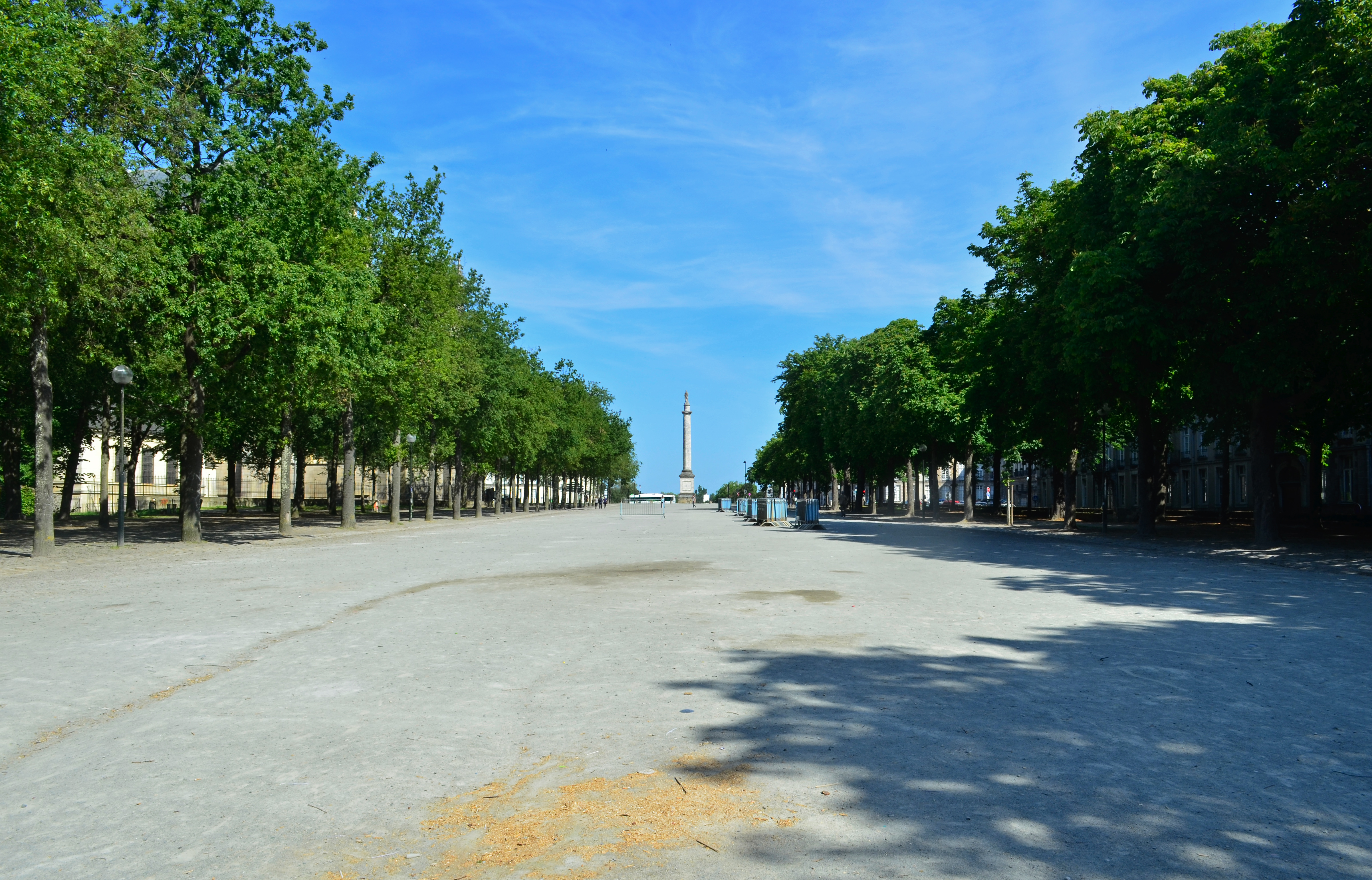
Le cours Saint-Pierre
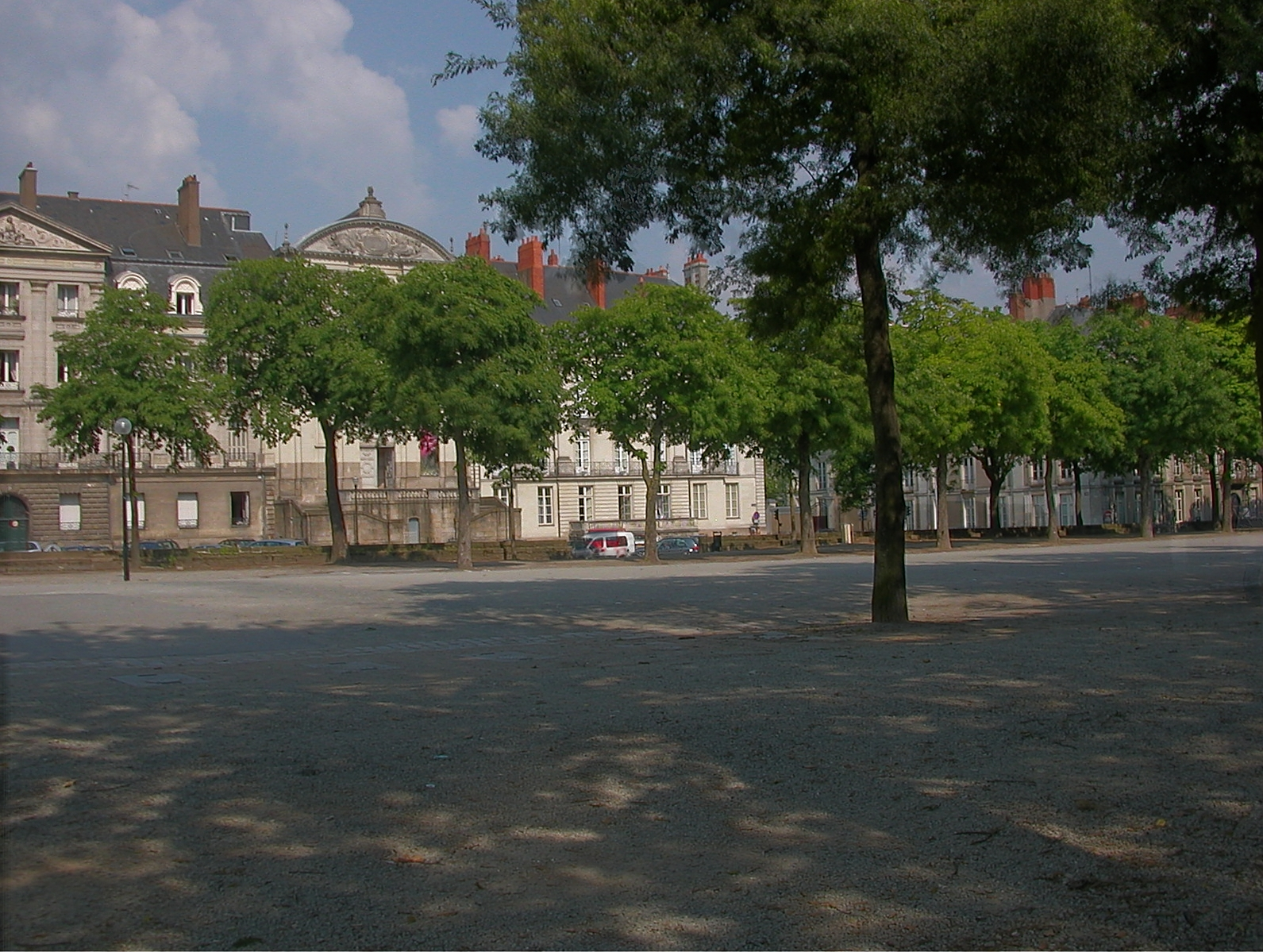
Le cours Saint-Pierre
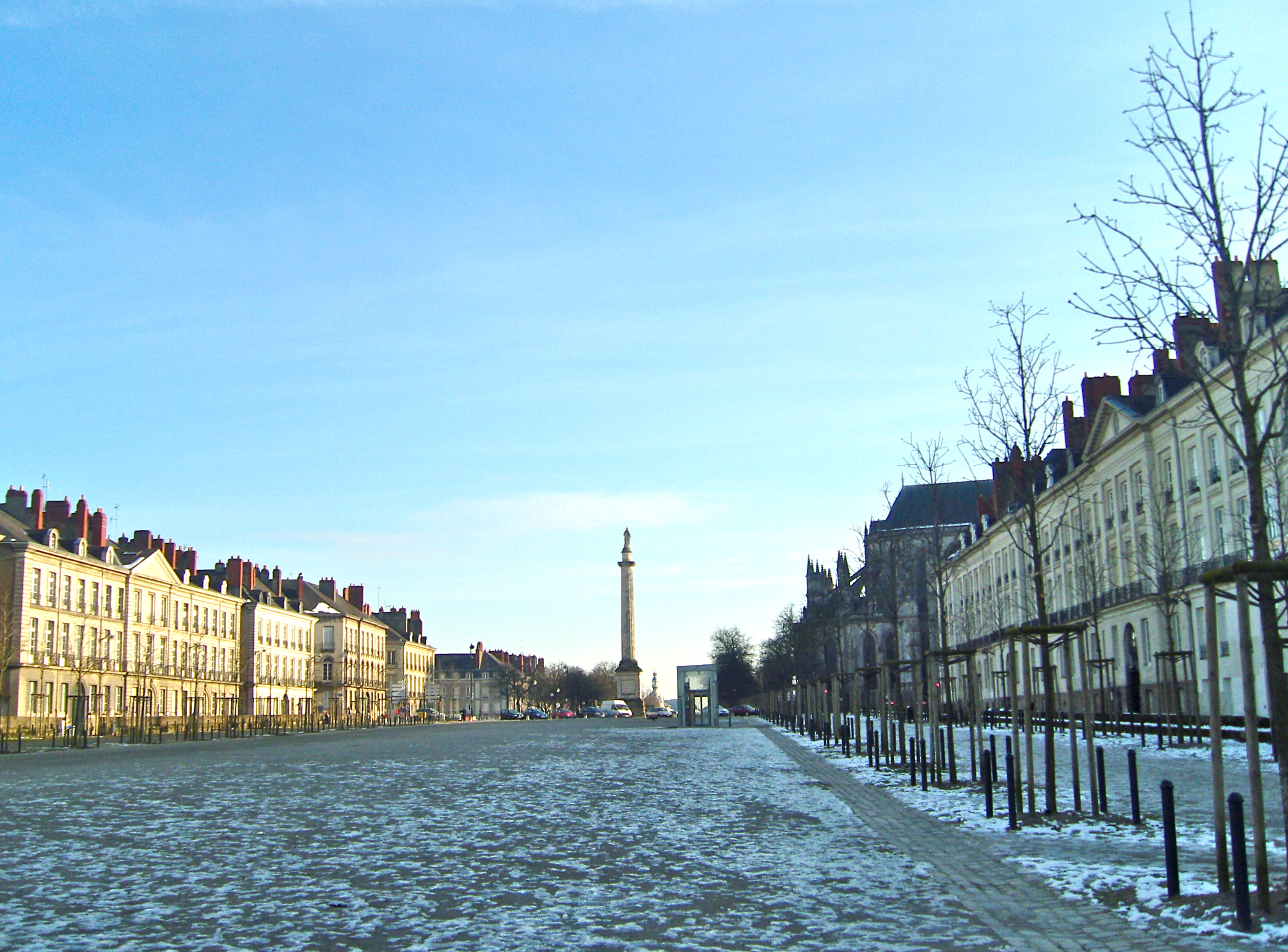
Le cours Saint-André
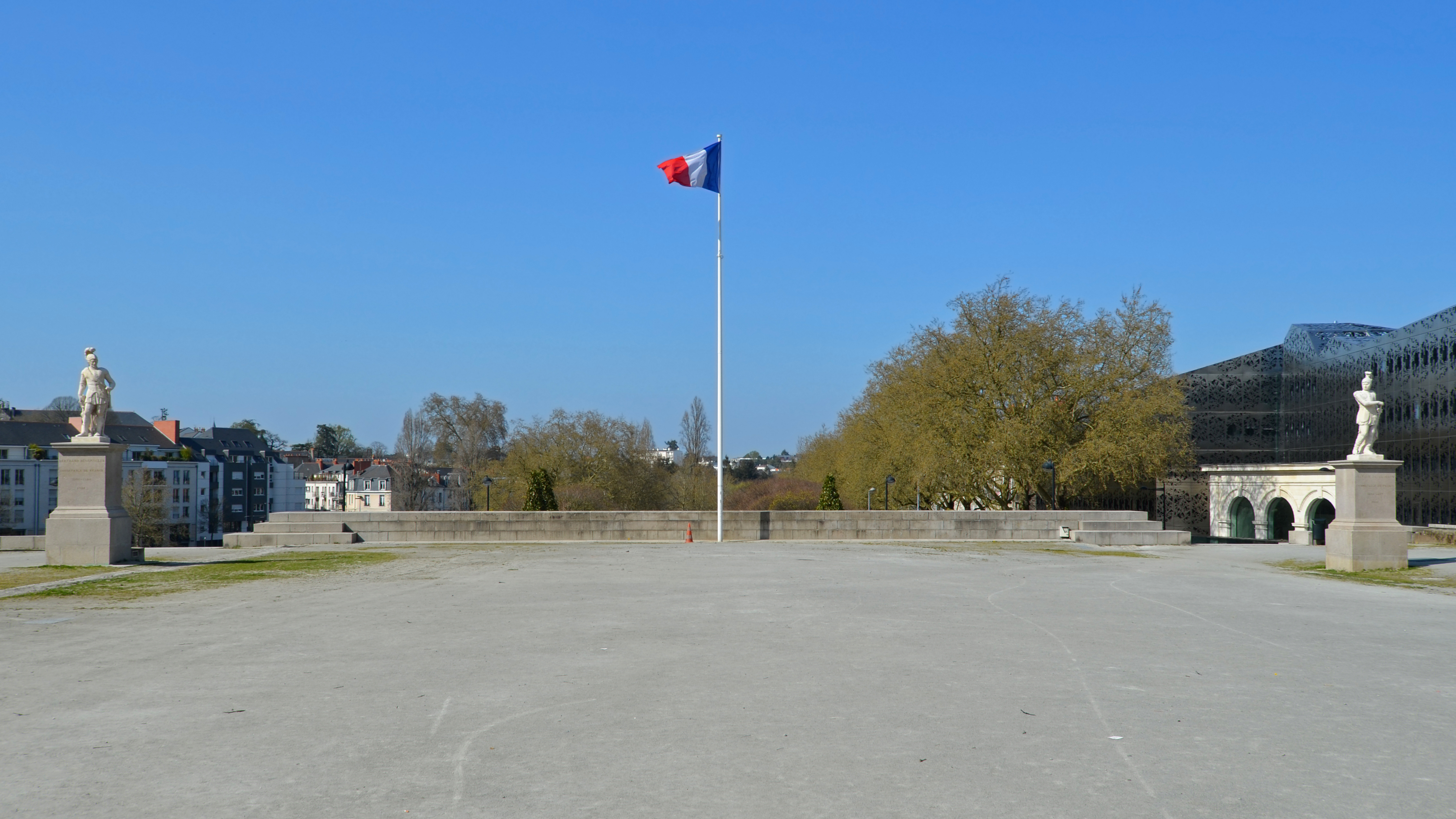
L'extrémité nord du cours Saint-André
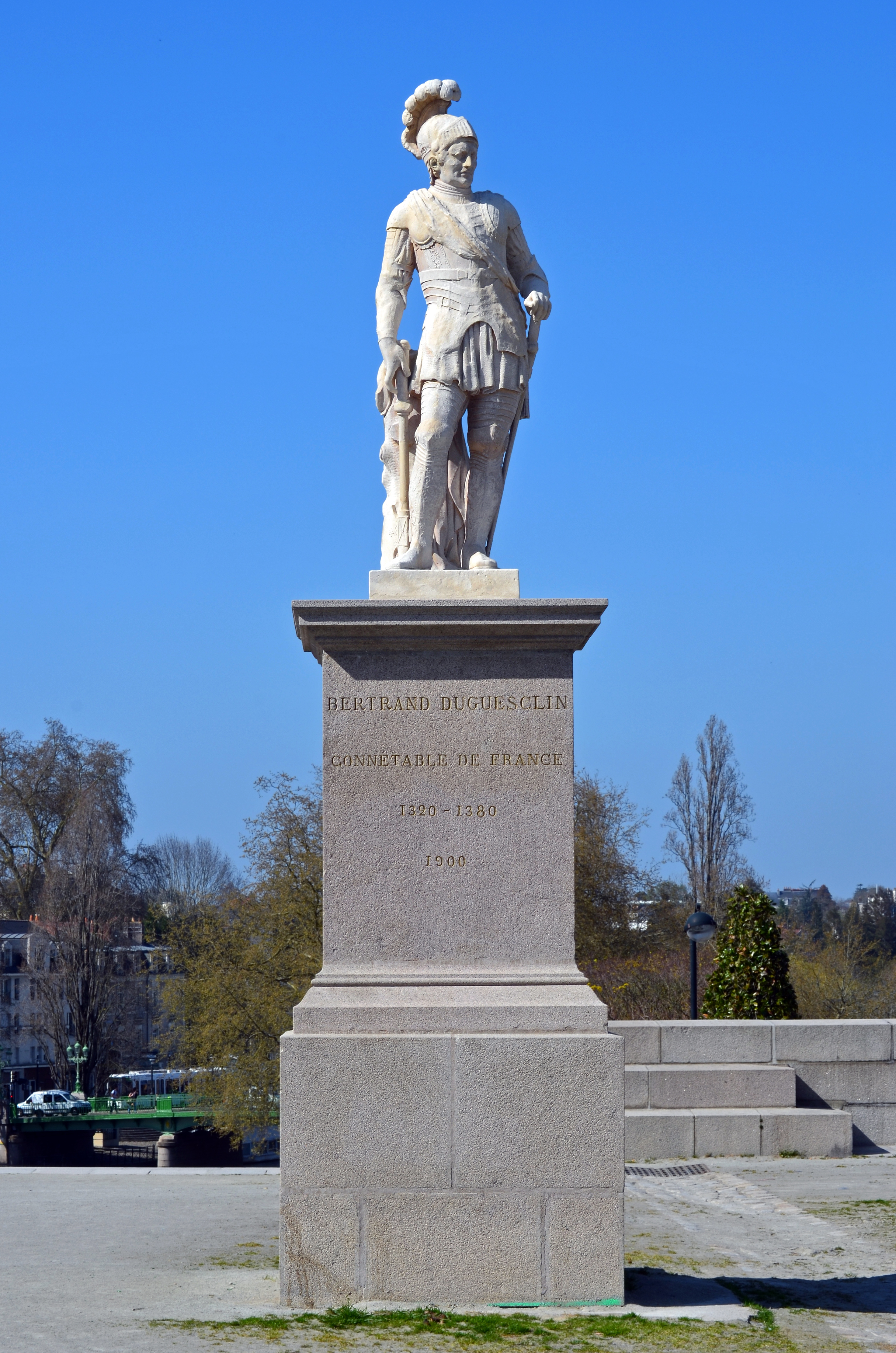
Statue de Bertrand du Guesclin (cours Saint-André)
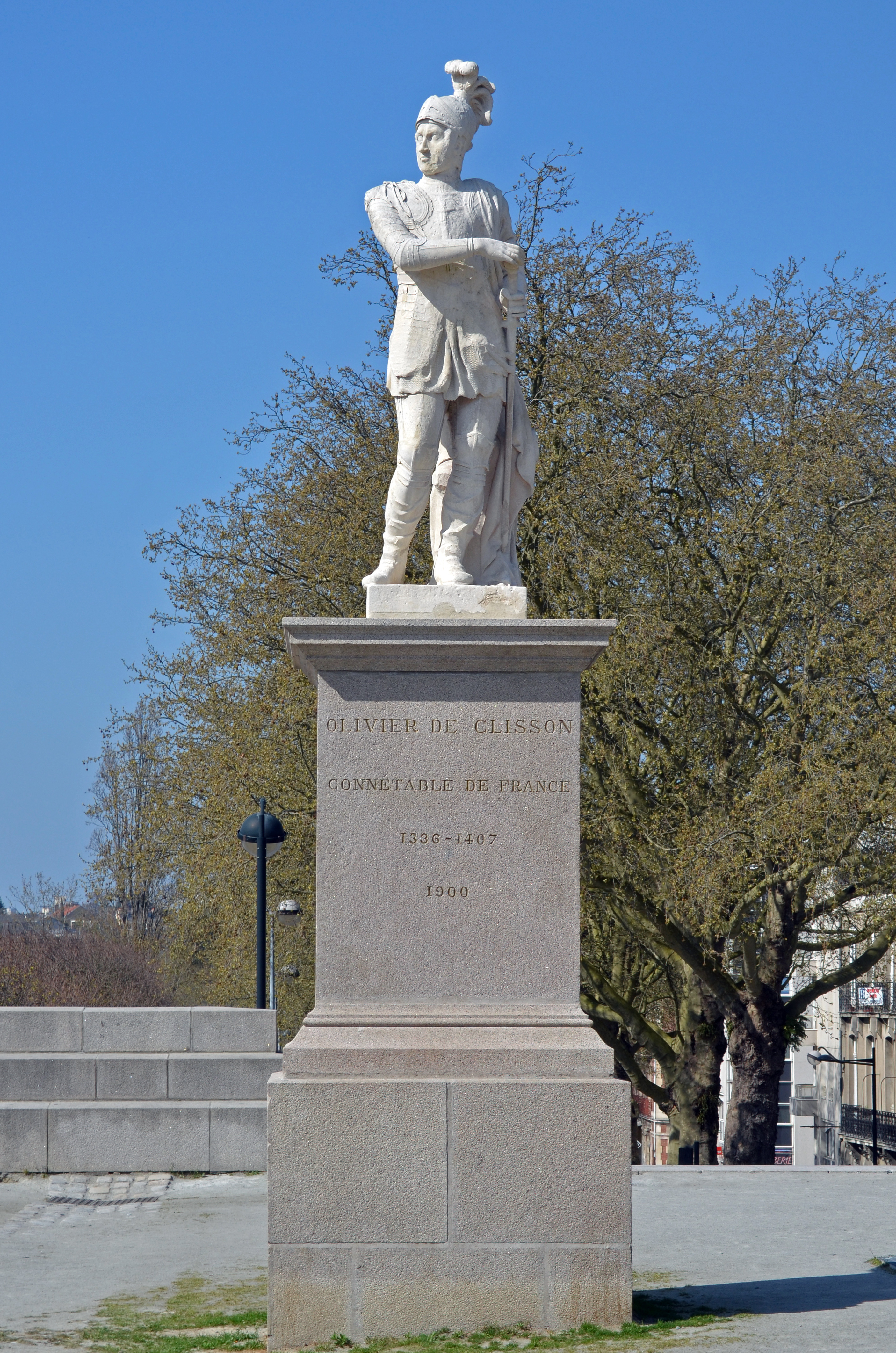
Statue de Olivier V de Clisson (cours Saint-André)
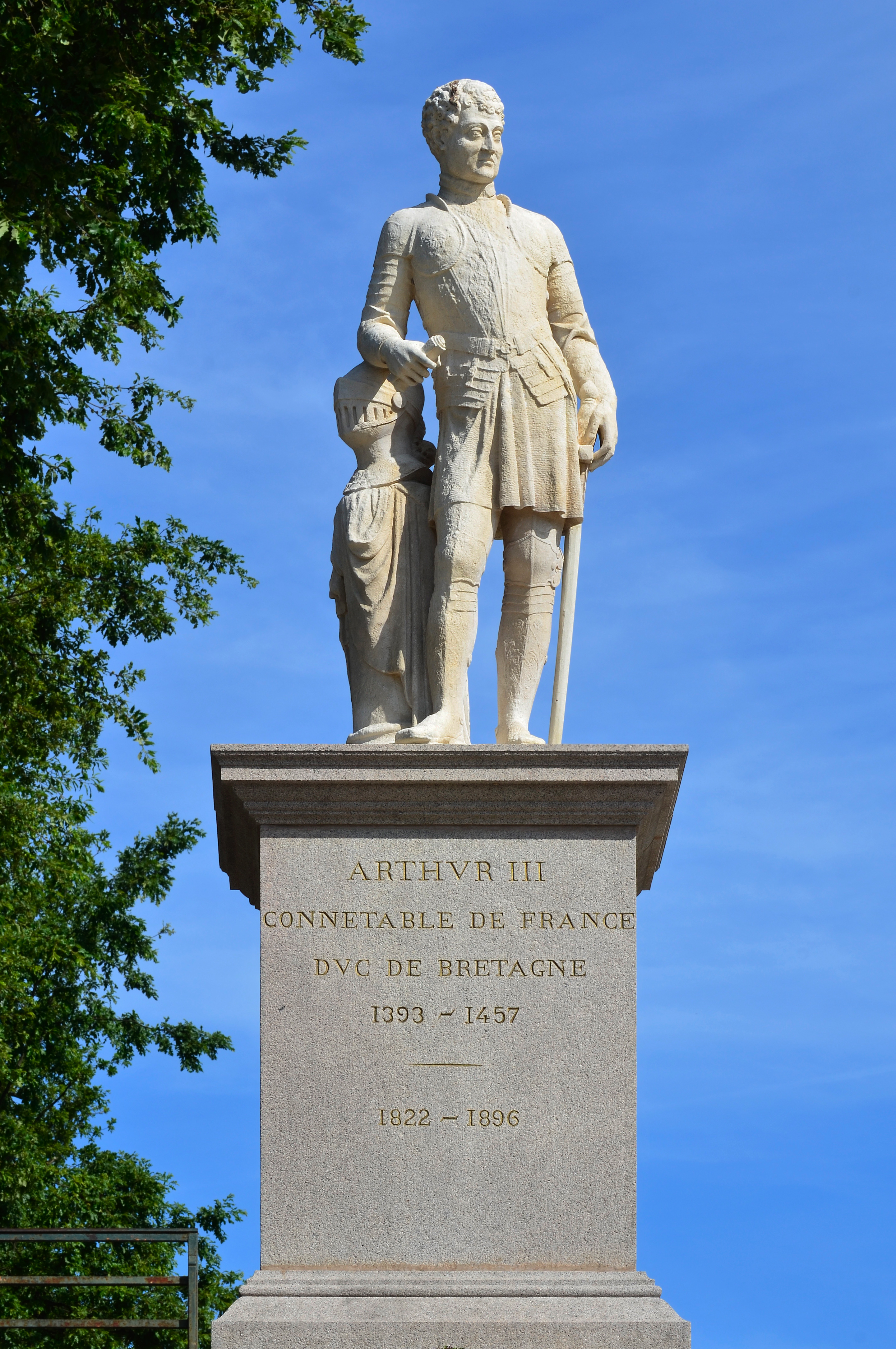
Statue d'Arthur III de Bretagne (cours Saint-Pierre)
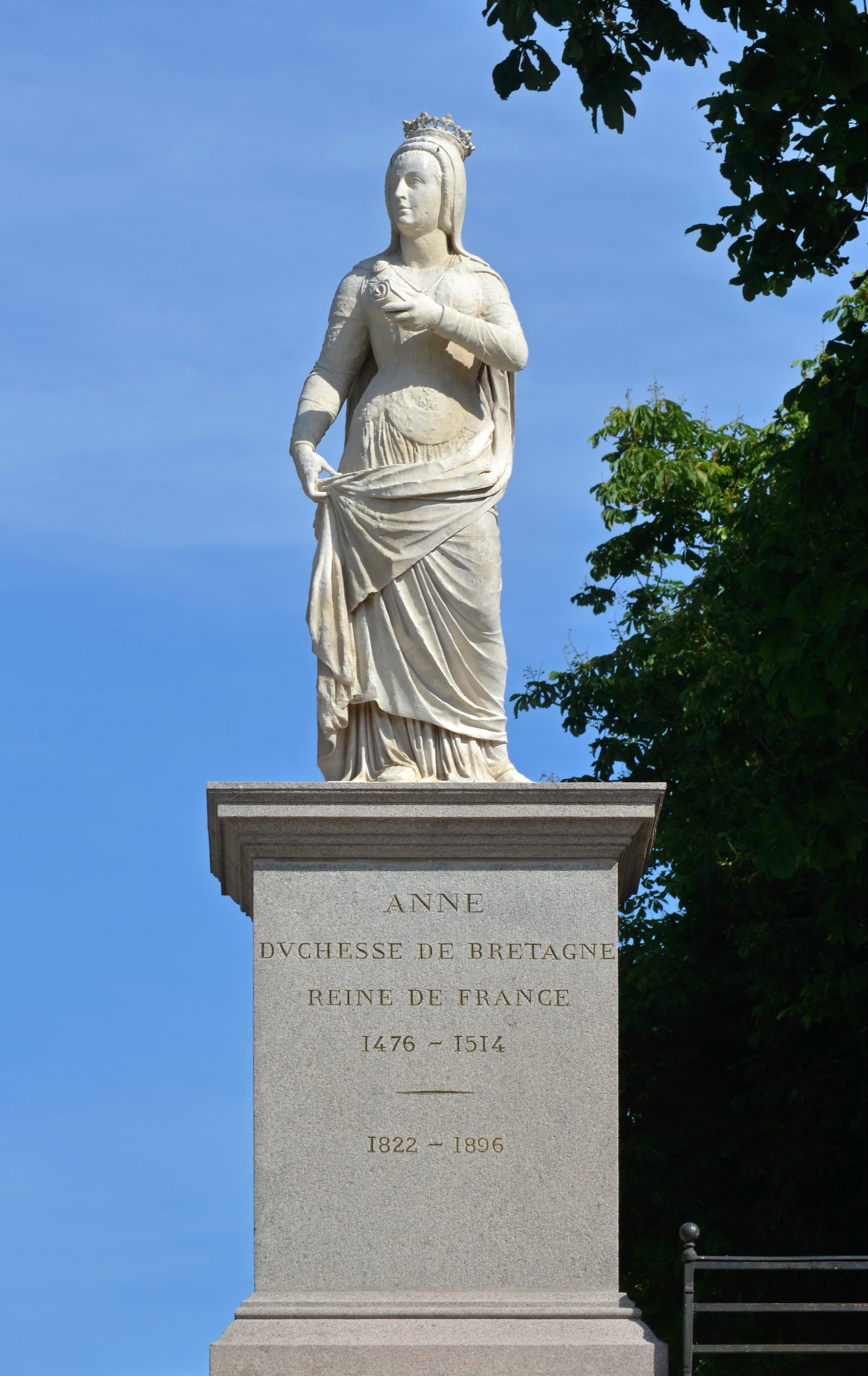
Statue d'Anne de Bretagne (cours Saint-Pierre)

### Coordonnées des lieux mentionnés
1. ↑  Cours Saint-Pierre : 47° 13′ 06″ N, 1° 32′ 56″ O
2. ↑  Cours Saint-André : 47° 13′ 14″ N, 1° 33′ 02″ O